# 조금씩, 천천히 안녕
《조금씩, 천천히 안녕》(일본어: 長いお別れ)은 2019년에 개봉한 일본의 영화이다.

## 캐스팅

### 주연
- 아오이 유우 : 후미 역
- 다케우치 유코 : 마리 역
- 마츠바라 치에코 : 어머니 역
- 야마자키 츠토무 : 아버지 역

### 조연
- 키타무라 유키야
- 나카무라 토모야
- 코이치 만타로
- 후지와라 키세츠
- 이케타니 노부에
- 후와 만사쿠
- 시미즈 쿠루미

## 수입사
- (주)엔케이컨텐츠

## 수상 목록
- 제41회 모스크바 국제 영화제 (2019년) 더 써드 에이지
- 제43회 홍콩 국제 영화제 (2019년) 월드시네마 - 갈라 프레젠테이션
- 제9회 북경국제영화제 (2019년) 비전